# Gustavo Culma
Gustavo Culma (Ortigal, 20 aprile 1993) è un ex calciatore colombiano, di ruolo centrocampista.